# Cheiraster dawsoni
Cheiraster dawsoni är en sjöstjärneart som först beskrevs av Addison Emery Verrill 1880.  Cheiraster dawsoni ingår i släktet Cheiraster och familjen nålsjöstjärnor.

## Underarter
Arten delas in i följande underarter:
- C. d. ochotensis
- C. d. dawsoni